# Gornji Karajzovci
Gornji Karajzovci (szerbül: Горњи Карајзовци), falu Gradiška községben, Bosznia-Hercegovinában, Bosanska krajina területén, a Szerb Köztársaságban.

## Fekvése
Bosznia-Hercegovina északi részén, Banja Lukától légvonalban 28, közúton 35 km-re északkeletre, községközpontjától légvonalban 16, közúton 19 km-re délkeletre, 100-103 méteres magasságban, a Lijevce polje síkságának középső részén fekszik. Szórványos jellegű település, a legtöbb ház a főirányú helyi út mentén épült, amely mentén nem alakult ki házsor. Más házak a község központi részétől északra és délre, jelentős távolságra épültek a mellékutak mentén.

## Népessége
| Nemzetiségi csoport | Népesség 1991 | Népesség 2013 |
| ------------------- | ------------- | ------------- |
| Szerb               | 520           | 478           |
| Bosnyák             | 0             | 0             |
| Horvát              | 1             | 3             |
| Jugoszláv           | 11            | 1             |
| Egyéb               | 5             | 5             |
| Összesen            | 537           | 487           |

## Története
A település 1878-ig tartozott az Oszmán Birodalomhoz, ekkor a berlini kongresszus határozata alapján az Osztrák–Magyar Monarchia része lett. 1879-ben az első osztrák-magyar népszámlálás során a Berbir községhez tartozó Karajzovac településnek 87 háztartása és 547 ortodox szerb lakosa volt.  1910-ben a Bosanska Gradiškai járáshoz tartozó Karajzovci településen 146 háztartást, 923 ortodox, 14 római katolikus és 7 görög katolikus lakost találtak. A monarchia szétesésével 1918-ban előbb a Szerb-Horvát-Szlovén Királyság, majd 1929-től a Jugoszláv Királyság része. 1921-ben Karajzovci községnek összesen 207 háztartása és 1290 lakosa volt. Ebből 1141 ortodox, 119 római katolikus, 9 görög katolikus és 21 evangélikus lakos volt. A nem szerb lakosok közül 24 német, 21 cseh és szlovák és 82 lengyel volt. 1930-ban földműves szövetkezet alakult a településen. Jugoszlávia megszállása után a Független Horvát Állam (NDH) része lett.
A második világháborúban a településnek 80 halálos áldozata volt, mind szerbek. 1945-től a szocialista Jugoszlávia része volt. A daytoni békeszerződést követő területfelosztásnál Bosanska Gradiška község részeként a Szerb Köztársaság területéhez került.

## Oktatás
- OŠ Gornji Karajzovci Általános Iskola

## Sport
- FK Napredak Karajzovci labdarúgóklub

## Nevezetességei
- A pravoszláv temploma a Donji Karajzovci temetőben áll.